# 超级马里奥未知世界
《超级马里奥未知世界》（简称SMX）是中国大陆编程爱好者兼马里奥游戏爱好者gsksoft制作的一款马里奥同人游戏，使用Visual Basic编程。它与同类的《永远的马里奥》一样拥有地图编辑器。可以使用他人制作的地图进行游戏。

## 对比《永远的马里奥》
主要差异集中在地图编辑器，《超级马里奥未知世界》可以
1. 在地图编辑器中可以导入自己制作的图片来衬托场景。
2. 能够使用脚本在地图中创造出更多的触发事件。